# I Am Who
I Am Who – drugi minialbum południowokoreańskiej grupy Stray Kids, wydany 6 sierpnia 2018 roku przez JYP Entertainment. Płytę promował singel „My Pace”. Album ukazał się w dwóch edycjach fizycznych.

## Lista utworów
| CD | CD | CD                                                  | CD                                           | CD                          | CD      |
| Nr | Tytuł utworu | Tekst                                               | Kompozycja                                   | Aranżacja                   | Długość |
| -- | --- | --------------------------------------------------- | -------------------------------------------- | --------------------------- | ------- |
| 1. | „Who?” | Woojin, Han (3Racha), Felix                         | Woojin, Han (3Racha), Felix, Hong Ji-sang    | Hong Ji-sang                | 1:44    |
| 2. | „My Pace” | Bang Chan (3Racha), Changbin (3Racha), Han (3Racha) | Bang Chan, Changbin, Han, earattack, Larmook | earattack, Larmook, Gong-do | 3:09    |
| 3. | „Voices” | Bang Chan, Changbin, Han                            | Bang Chan, Changbin, Han, Trippy             | Bang Chan (3Racha), Trippy  | 3:20    |
| 4. | „Question” | Bang Chan, Changbin, Han                            | Bang Chan, Changbin, Han, HotSauce           | HotSauce                    | 3:02    |
| 5. | „Insomnia” (kor. 불면증) | Bang Chan, Changbin, Han                            | Bang Chan, Changbin, Han, KZ, Space One      | Space One                   | 3:26    |
| 6. | „M.I.A” | Bang Chan, Changbin, Han                            | Bang Chan, Changbin, Han, Kim Mong-e         | Bang Chan, Kim Mong-e       | 3:30    |
| 7. | „Gapjagi Bunwigi Ssahaejil Piryo Eopjanayo” (kor. 갑자기 분위기 싸해질 필요 없잖아요, ang. No need to keep awkward silence) | Bang Chan, Changbin, Han                            | Bang Chan, Changbin, Han, Time               | Time                        | 3:13    |
| 8. | „Mixtape #2” (CD Only) | Stray Kids                                          | Stray Kids                                   | Bang Chan (3Racha)          | 4:52    |

## Notowania
| Lista                               | Pozycja |
| ----------------------------------- | ------- |
| Gaon Weekly Album Chart             | 3       |
| Hungarian Albums (MAHASZ)           | 29      |
| Oricon Weekly Album Chart (Japonia) | 34      |
| World Albums (Billboard)            | 5       |

## Sprzedaż
| Kraj             | Sprzedaż |
| ---------------- | -------- |
| Japonia          | 1474+    |
| Korea Południowa | 229 536+ |